# Vildmannen 7

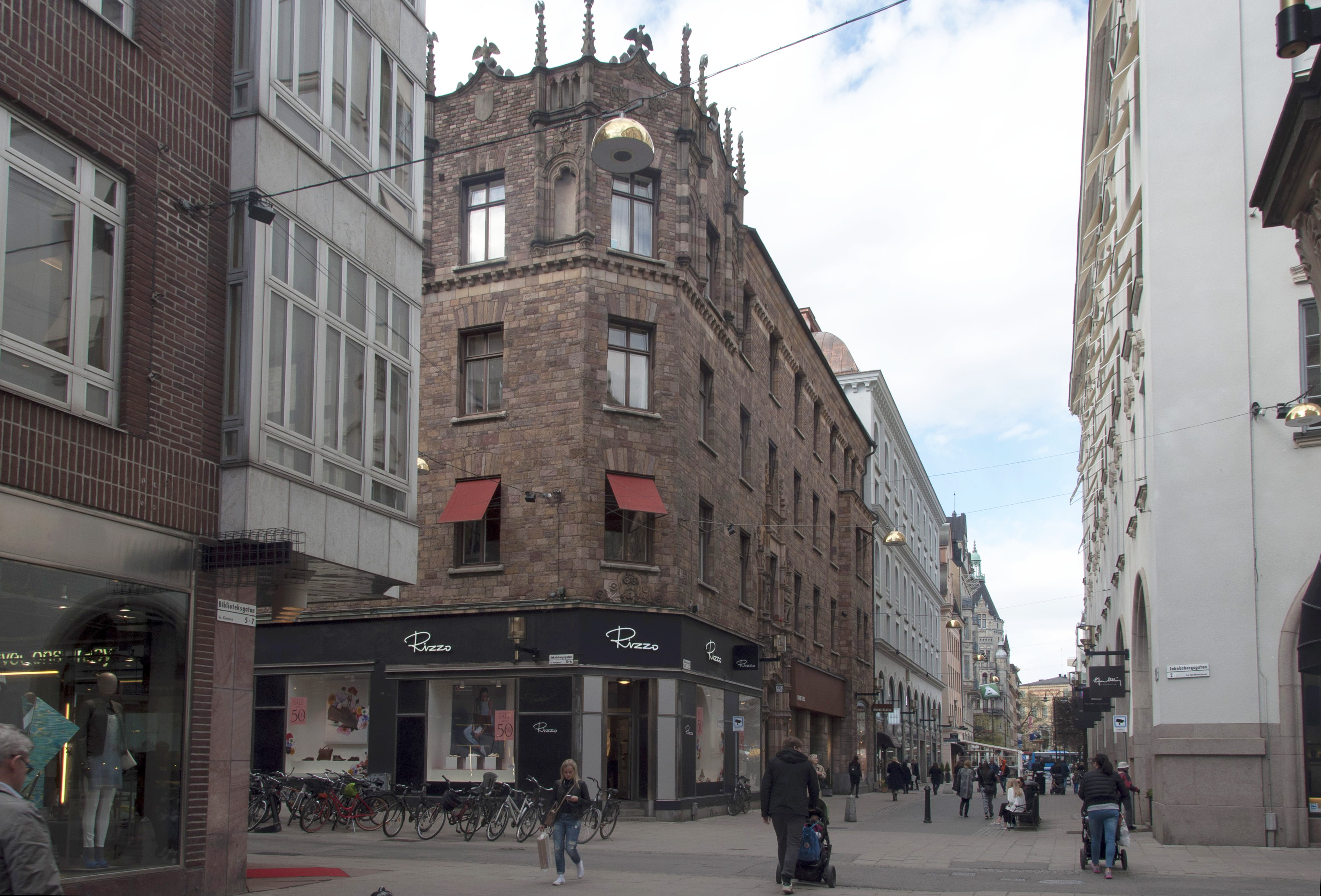
Biblioteksgatan, vy mot norr med hörnhuset Vildmannen 7 till vänster, april 2015.

Vildmannen 7 är en fastighet i hörnet Biblioteksgatan 9 / Jakobsbergsgatan 6 på Norrmalm i Stockholm. Byggnaden i Vildmannen 7 uppfördes mellan åren 1895 och 1897 efter ritningar av arkitekt Erik Josephson. Huset är blåklassat av Stadsmuseet i Stockholm, vilket är den högsta klassen och innebär att bebyggelsens kulturhistoriska värde anses motsvara fordringarna för byggnadsminnen i Kulturmiljölagen. Byggnaden brandskadades svårt i en uppmärksammad storbrand den 7 november 2017.

## Byggnadens historik

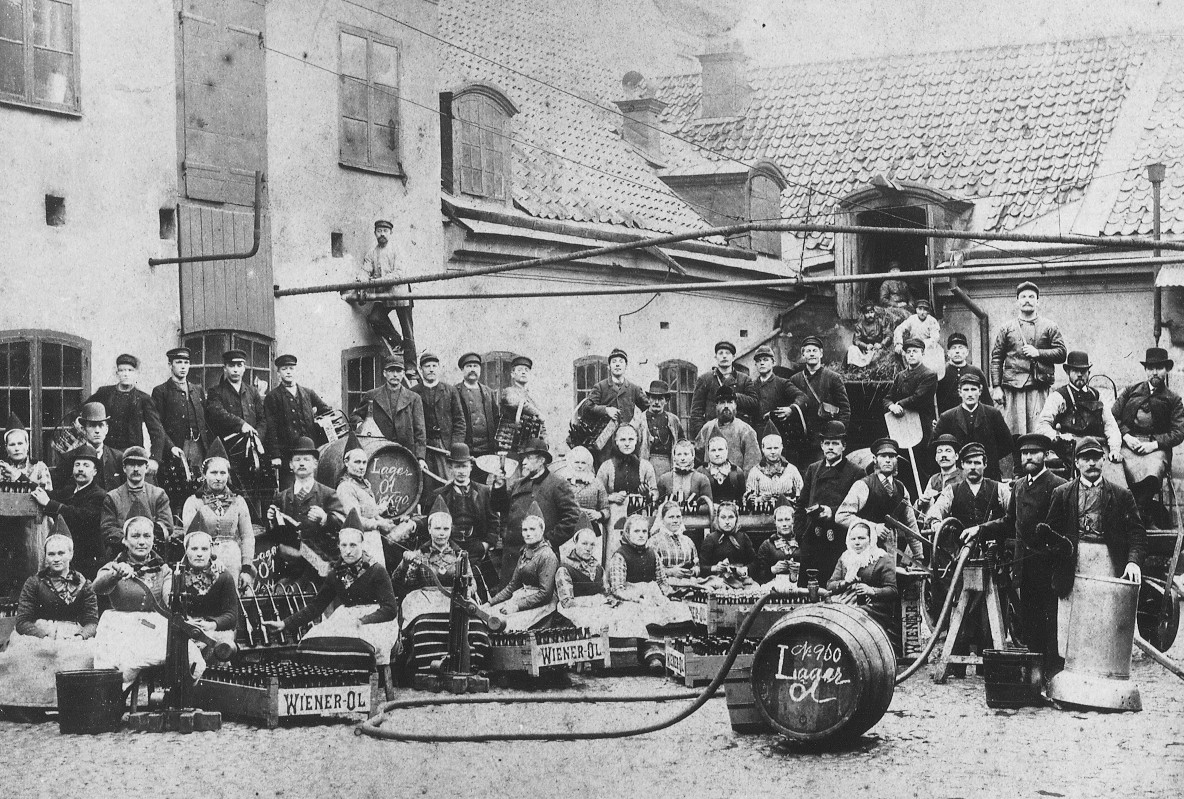
Wienerbryggeriets personal, 1880-tal.

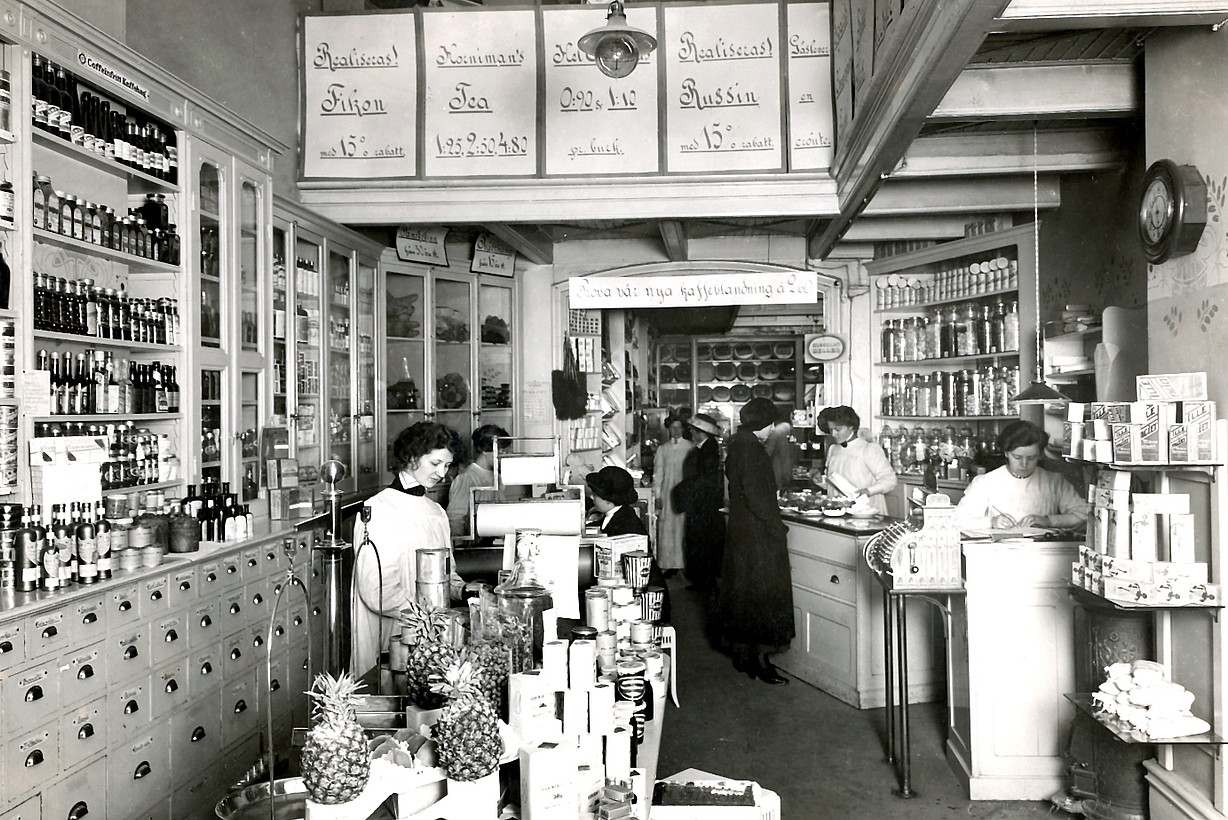
Svenska hems matvarubutik, 1910-tal.

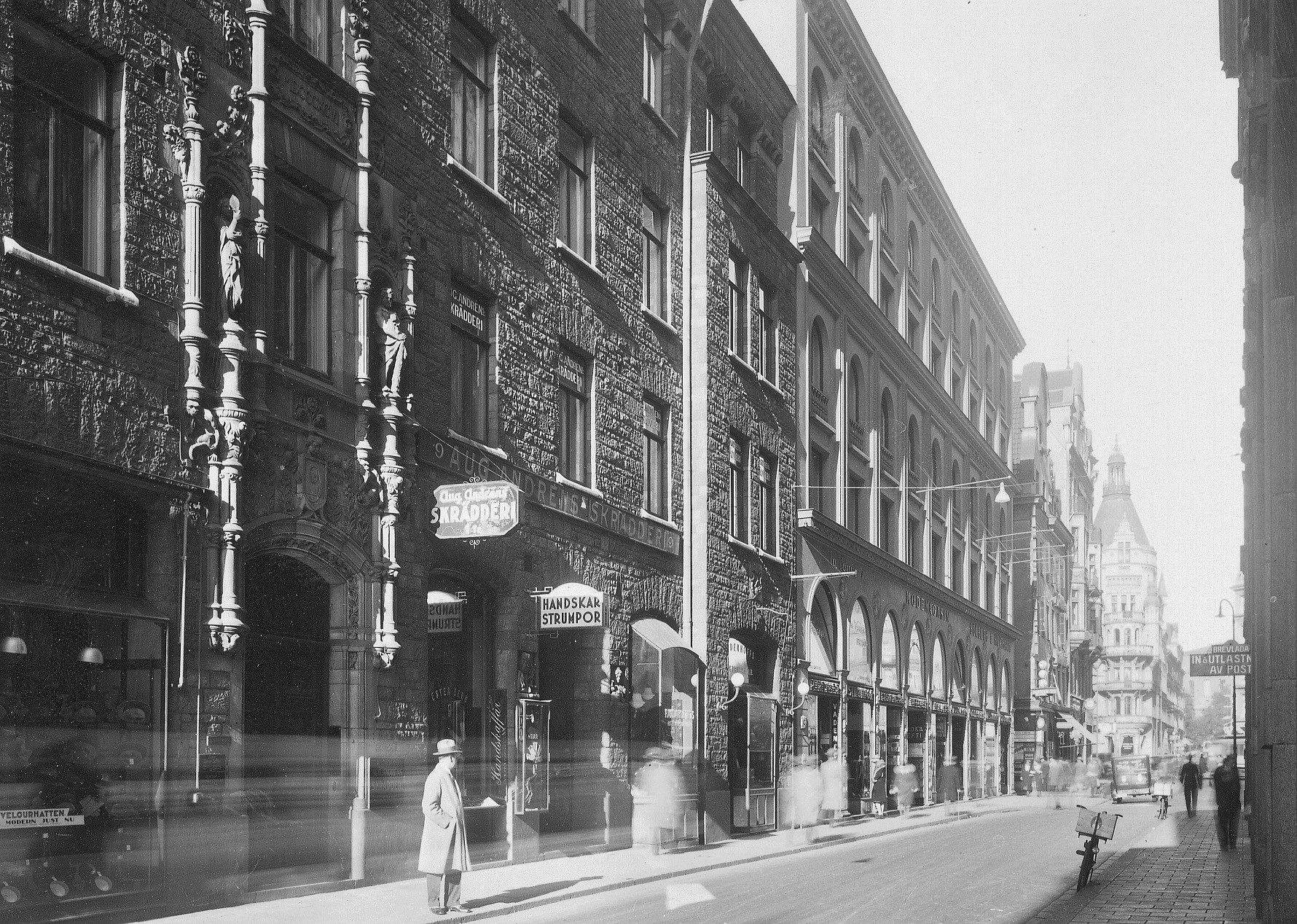
Fasad mot Biblioteksgatan, 1929.

### Kvarteret och den ursprungliga bebyggelsen
Vildmannen 7 ligger i kvarteret Vildmannen som omges av Biblioteksgatan i öster, Jakobsbergsgatan i söder, Norrlandsgatan i väster och Lästmakargatan i norr. Kvarteret bildades i samband med stadsplaneringen för Norrmalm som inleddes 1637 (se Stadsplanering i Stockholm). Kvarteret kallades Willman på Petrus Tillaeus karta från 1733. På 1885 års karta fick Biblioteksgatan (förut Norrmalmsgatan) sitt nuvarande namn liksom kvarteret som då bestod av sju fastigheter (I-VII). Enligt Björn Hasselblad (Stockholmskvarter) är namnet möjligen inspirerat av den heraldiska figuren, vildmannen, som bland annat förekommer i Lapplands landskapsvapen. I Vildmannen 1 (dagens 7) hade Wienerbryggeriet sin verksamhet. Här bryggde man öl sedan 1670-talet. Verksamheten såldes 1894 till Stockholms Bryggerier för att omedelbart läggas ner. När Nedre Norrmalm fick status som Stockholms nya affärscentrum blev även Norrmalmsgatan elegant affärsgata och bytte namn till Biblioteksgatan i samband med Namnrevisionen i Stockholm 1885.

### Byggnaden i Vildmannen 7
År 1895 inleddes bygget av det nuvarande hörnhuset. Byggherre och byggmästare var Carl Gustaf Ohlsson (död  1912). Arkitekt Erik Josephson fick uppdraget att rita huset. Han var vid tiden en mycket anlitad arkitekt och hade just vunnit tävlingen om Grand Hotel Saltsjöbaden (invigd 1893) och höll på med bland annat Djurgårdsbron (invigd 1897). Planritningarna för Vildmannen 7 är signerade Gottfried Karlsson, troligen en av Josephsons medarbetare. Komplexet bestod av bostads- och butikslängor mot Biblioteks- och Jakobsbergsgatan och två smala gårdsflyglar mot norr och väster. Totalt fanns fem trapphus varav huvudtrappan hade sin ingång från Biblioteksgatan nummer 9.
Fasaderna mot Biblioteks- och Jakobsbergsgatan kläddes med röd roslagssandsten i olika schatteringar och smyckades med blommor, fåglar och apor. För detaljerna stod skulptören Christian Eriksson. Stenbehandling och ornamentik var inspirerade av medeltida byggnadskonst och hade beröring med samtida engelsk arkitektur. Många nationalromantiska inslag i Tudorstilen finns, som exempelvis i fialerna (de spetsiga avslutningarna) som kröner byggnadens hörntorn. 
Huvudentrén (Biblioteksgatan 9) ägnades särskilt mycket omsorg. Den markerar sig över två våningar och flankeras av en kvinnofigur med handspegel (symbol för Venus) och en mansfigur med knölpåk (symbol för Vildmannen). Över fönstret märks årtalet MDCCCXCVI (1896) som är husets byggnadsår. Entréporten är tillverkad i ek och har reliefer som föreställer olika hantverksyrken. Även dessa skapades av Christian Eriksson. Inne i entréhallen fortsatte blom- och fågelmotiv som takmålning. Husets trappuppgångar och entréplan hade påkostade ytbehandlingar med rik utsmyckade snickerier, paneler och pilastrar. De kryssvälvda taken fick akantusmotiv. Golven i entréerna belades med marmorplattor i svart-vitrutigt schackbrädemönster som övergick i vit marmor i trappuppgångarna.
Efter kort byggtid stod fyrvåningshuset klart för inflyttning 1897, men redan i april året innan var de flesta butikerna uthyrda ”till följd af det utmärkta läget…” som Svenska Dagbladet skrev den 13 april 1896. Hörnlägenheterna var de största och hade nio rum och kök på en yta av 800 m². Salongen låg i hörnet med utsikt över Biblioteksgatan och Jakobsbergsgatan. I en av dem bodde byggherren Carl Gustaf Ohlsson. I hans våning fanns sju kakelugnar och två öppna spisar. Tjänstefolket hade en egen trappa med entré från bakgården. Bland andra hyresgäster märktes grosshandlare, häradshövdingar, medicine doktorer och direktörer.
År 1905 flyttade matvarubutiken Svenska Hem i en av butikerna med ingång från Jakobsbergsgatan. Det var en kvinnlig kooperation som 1905 startade sin verksamhet just här på initiativ av Anna Whitlock.
Först 1932 installerades en hiss i huvudtrappan. 1934 kontoriserades flera våningsplaner och 1937 installerades toaletter. I slutet av 1930- och början av 1940-talet fanns planer på att bredda Jakobsbergsgatan i höjd med Vildmannen 7. Ingreppet krävde rivning av huslängan mot Jakobsbergsgatan och genomfördes aldrig, men stadsplanen (Pl 2112A) gäller fortfarande. I slutet av 1980-talet utfördes en större ombyggnad som berörde samtliga kontorsplan. Fastigheten innehåller övervägande kontor och butiker samt nio lägenheter.
År 1918 förvärvades Vildmannen 7 av fastighetsbolaget Hufvudstaden som i sin tur ägdes av ”tändstickskungen” Ivar Kreuger. Det var ett av många fastighetsköp som hans bolag genomförde under första världskriget. Vildmannen 7 har sedan dess varit i Hufvudstadens ägo. Stadsmuseet i Stockholm har klassificerat byggnaden i Vildmannen 7 med allra högsta kulturhistoriska värde, "blå", motsvara fordringarna för byggnadsminne. Det innebär bland annat att fasaderna ej får förvanskas.

### Ritningar

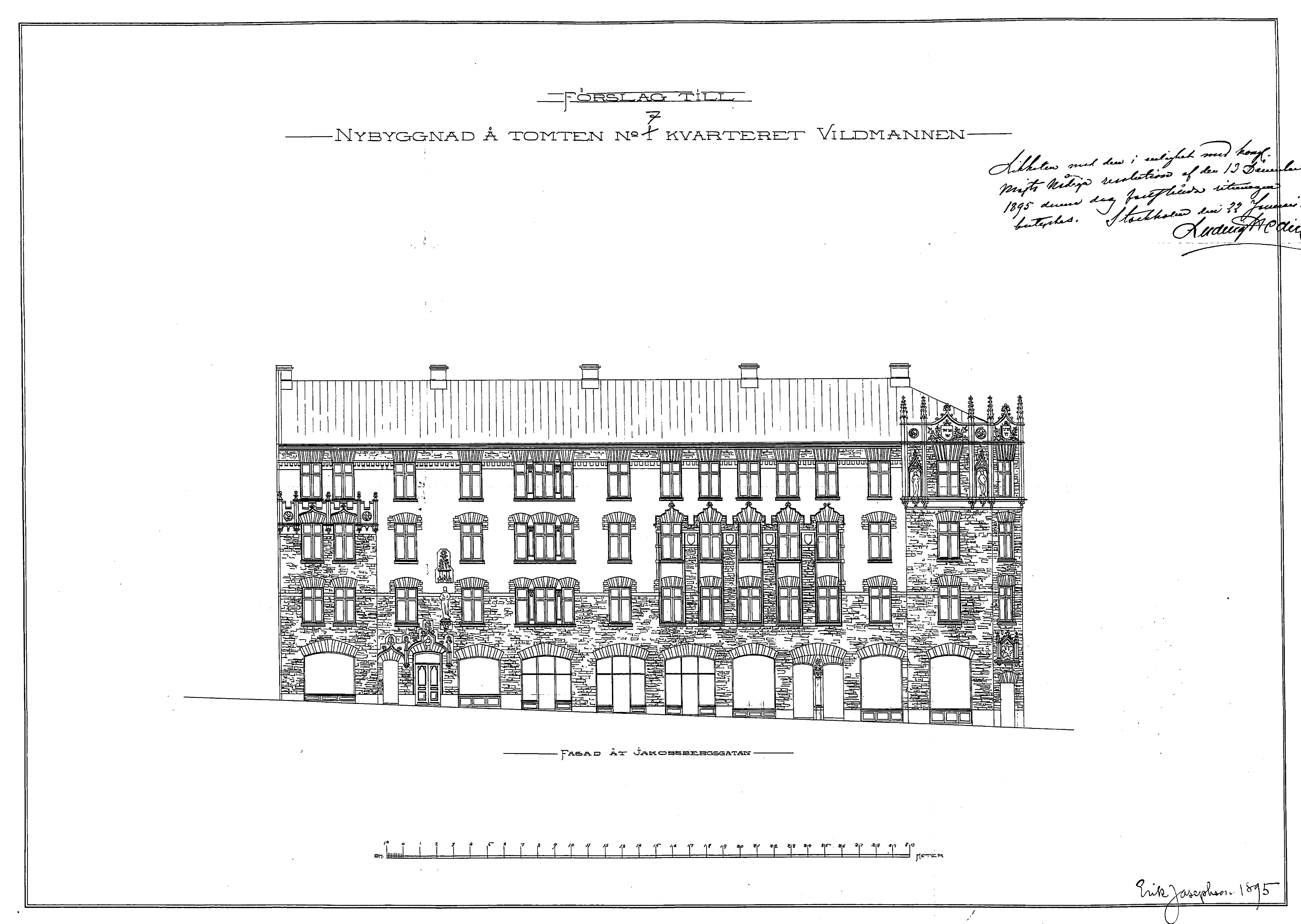
Fasad mot Jakobsbergsgatan.
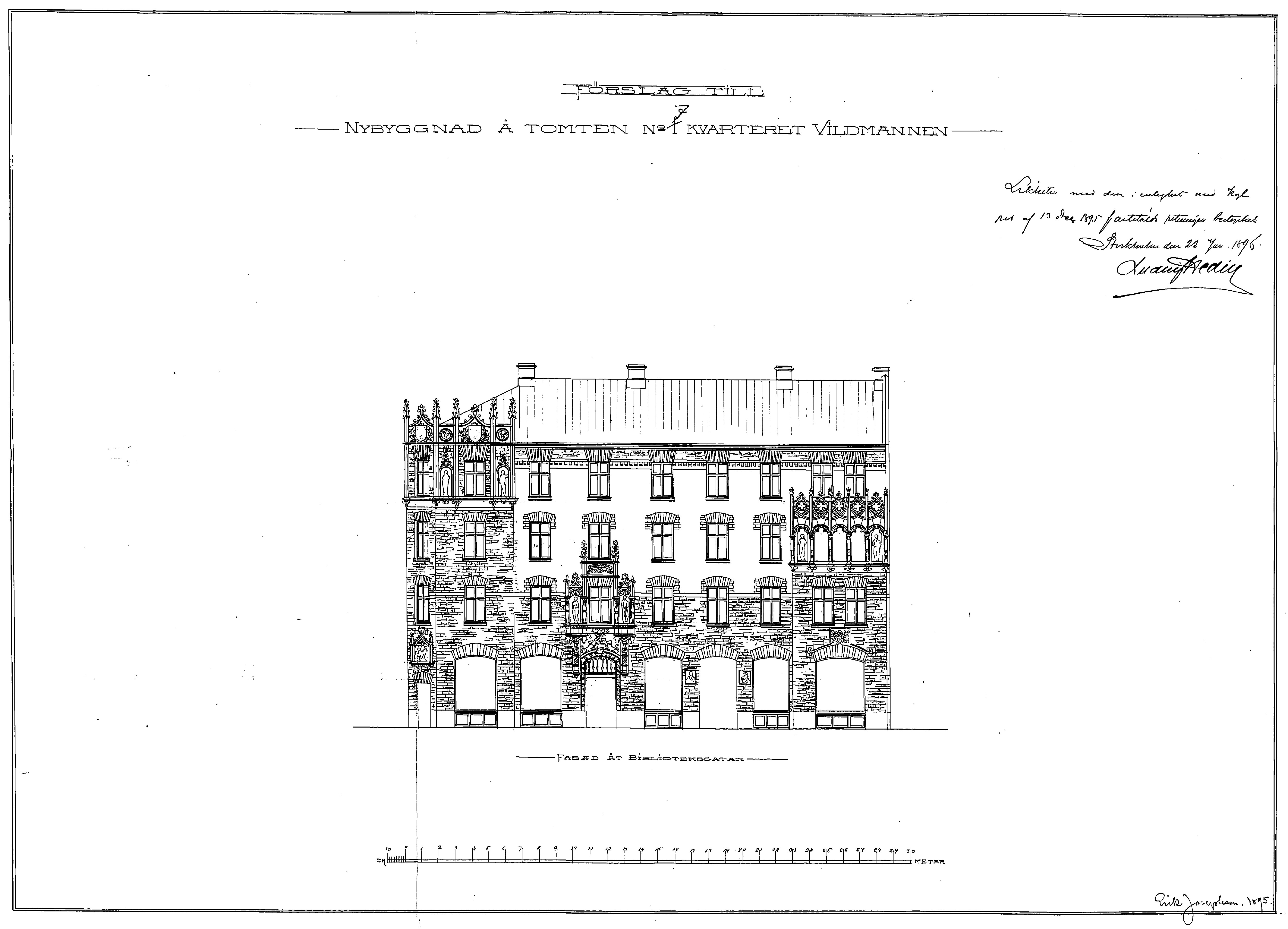
Fasad mot Biblioteksgatan.
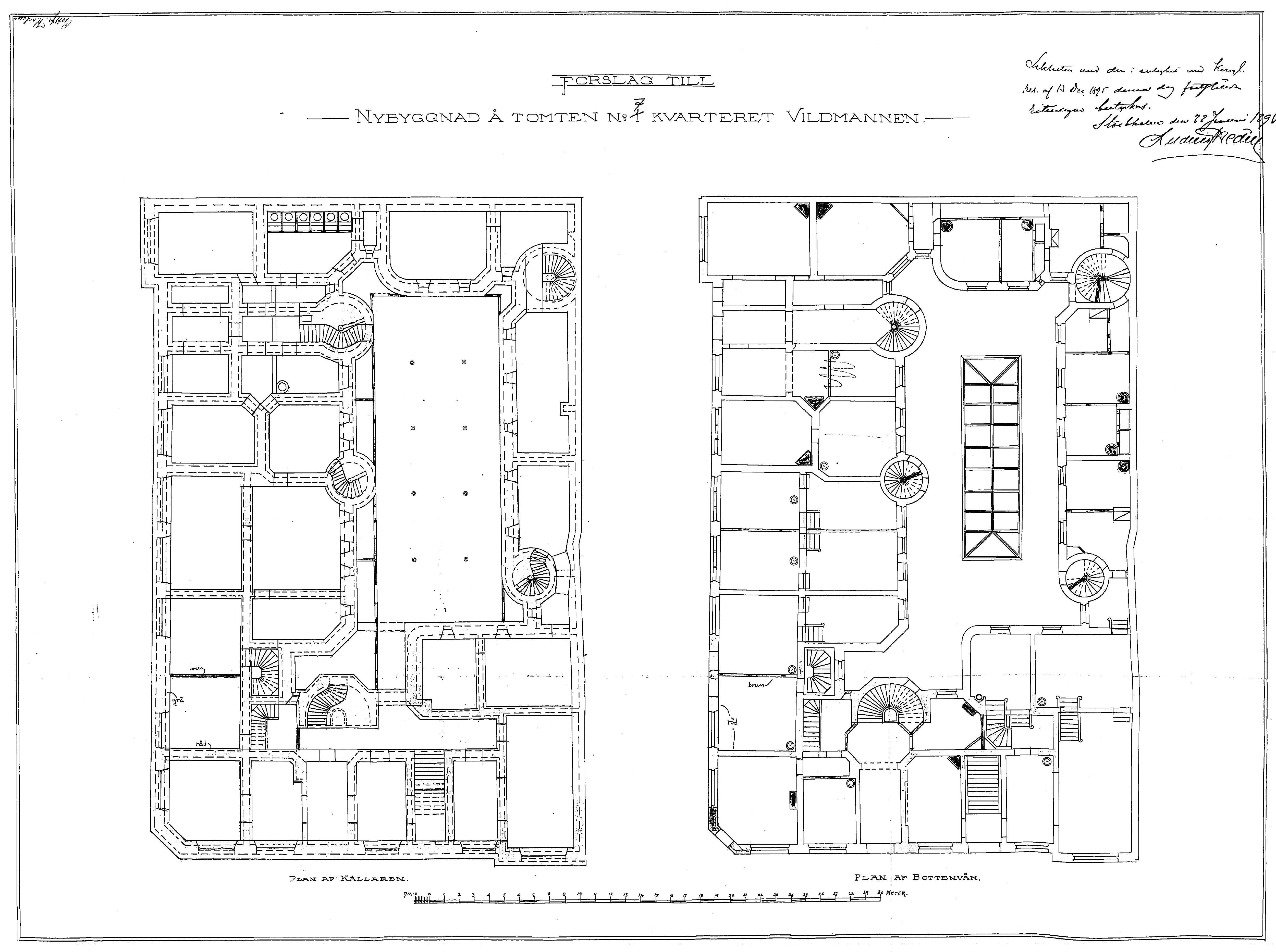
Källarvåning och bottenvåning.
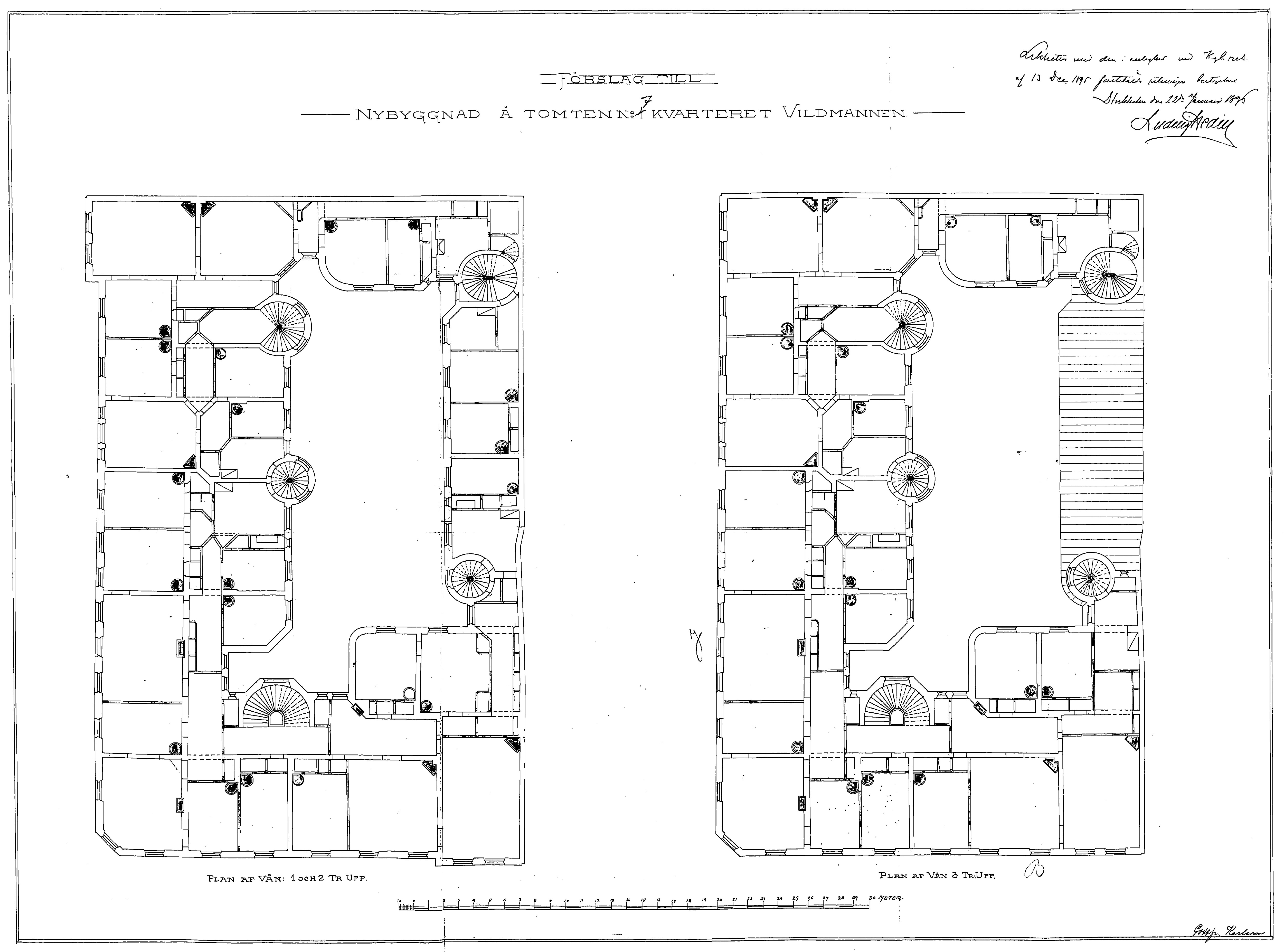
Våning  1-3 trappor.

## Bränder
Byggnaden i Vildmannen 7 drabbades av två bränder. 

### Branden 1993
Den första var anlagd och utbröt på natten den 3 oktober 1993 i restaurangen Mondo. Eftersom det brann på flera ställen samtidigt konstaterade polisen att det rörde sig om mordbrand. Branden kunde snabbt släckas och huset fick inga större skador.

### Branden 2017

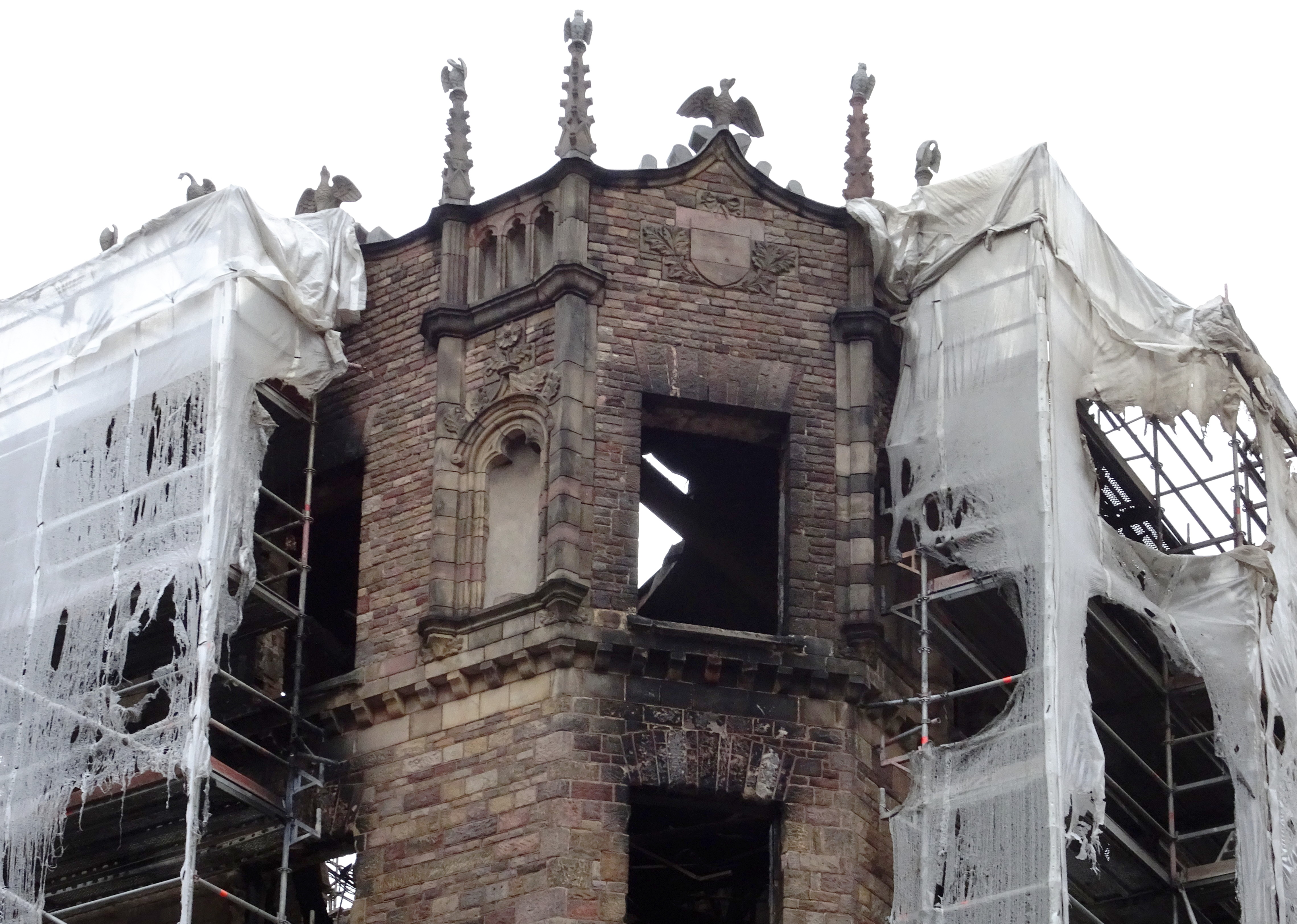
Vildmannen 7 den 9 november 2017.

Under hösten 2017 pågick renoveringsarbeten i fastigheten. Omkring klockan fem på morgonen den 7 november 2017 utbröt en brand på husets vind och spred sig nedåt i byggnaden. Brandförloppet blev snabbt eftersom lägenhetsdörrarna saknades på grund av ombyggnaden. Den kraftiga rökutvecklingen syntes över stora delar av Stockholm, och gnistregn och brinnande flagor föll över taken på husen runtomkring. I princip brann hela husets innandöme, från källaren till vinden. 
Bjälklagsbjälkarna (av trä) brann av och det förelåg risk att husets fasader kunde kollapsa och området spärrades av. Sex personer fick evakueras, varav två kördes till sjukhus för kontroll, eftersom de andats in rök. Släckningsarbetet höll på till onsdagsförmiddagen den 8 november. Som mest hade räddningstjänsten omkring 80 personer från minst sex brandstationer på plats.
Efter branden byggde Hufvudstaden ett nytt hus på platsen, men med fasaden bevarad från originalbyggnaden. Den värdefulla ekporten till entrén Biblioteksgatan 9, gestaltad av skulptören Christian Eriksson, var vid brandtillfället på annan plats för renovering och räddades därmed.

## Bilder: Vildmannen genom tiden

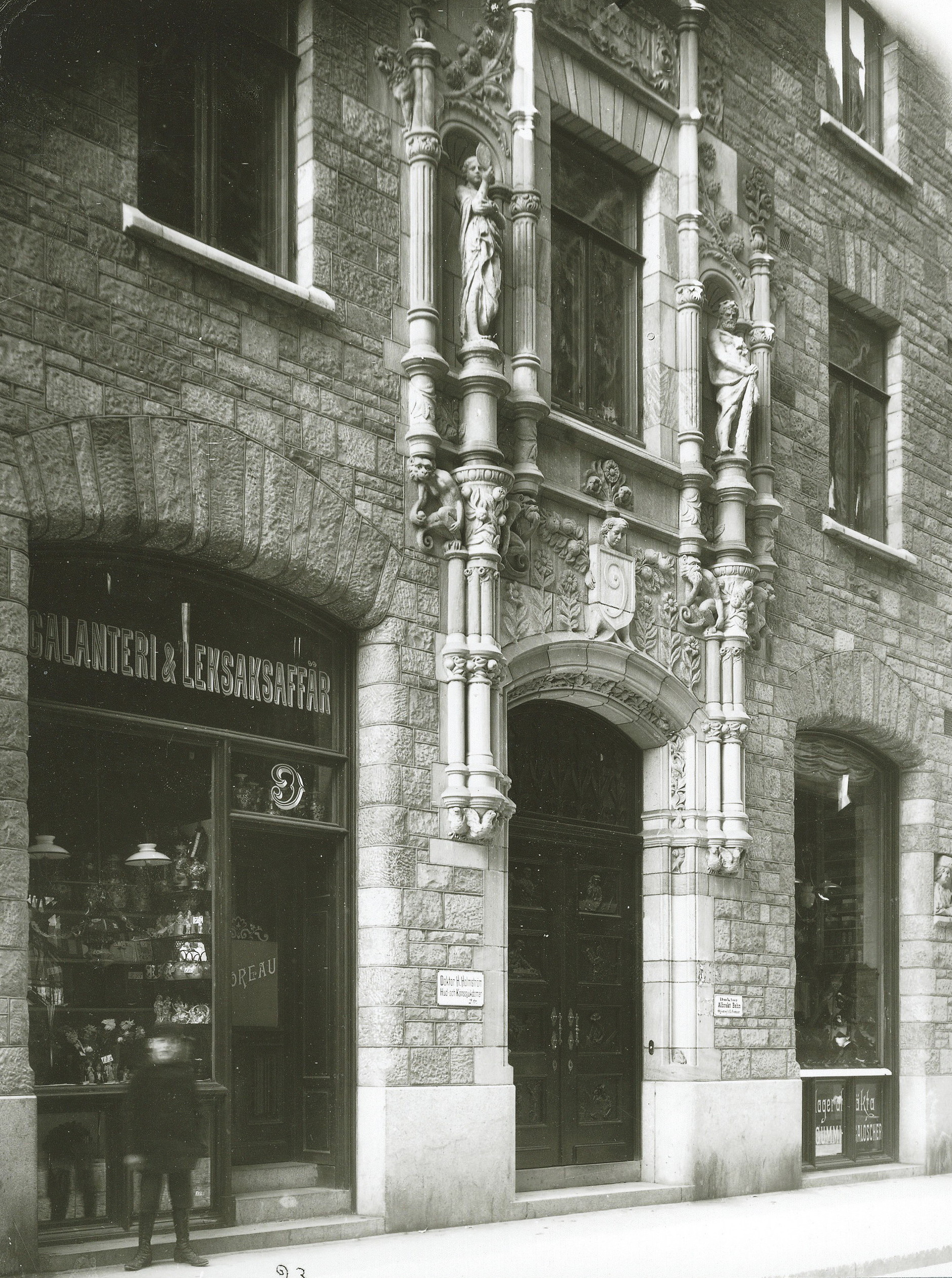
1900.
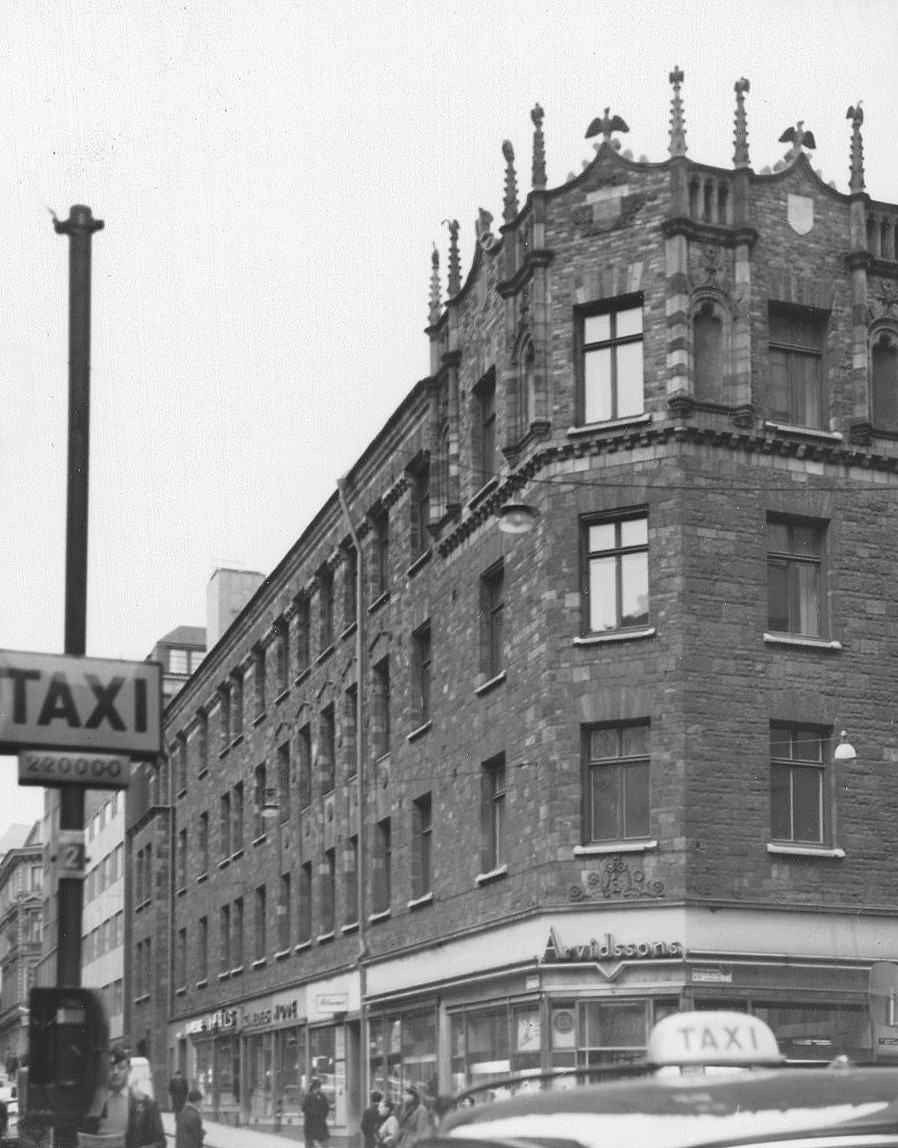
1964.
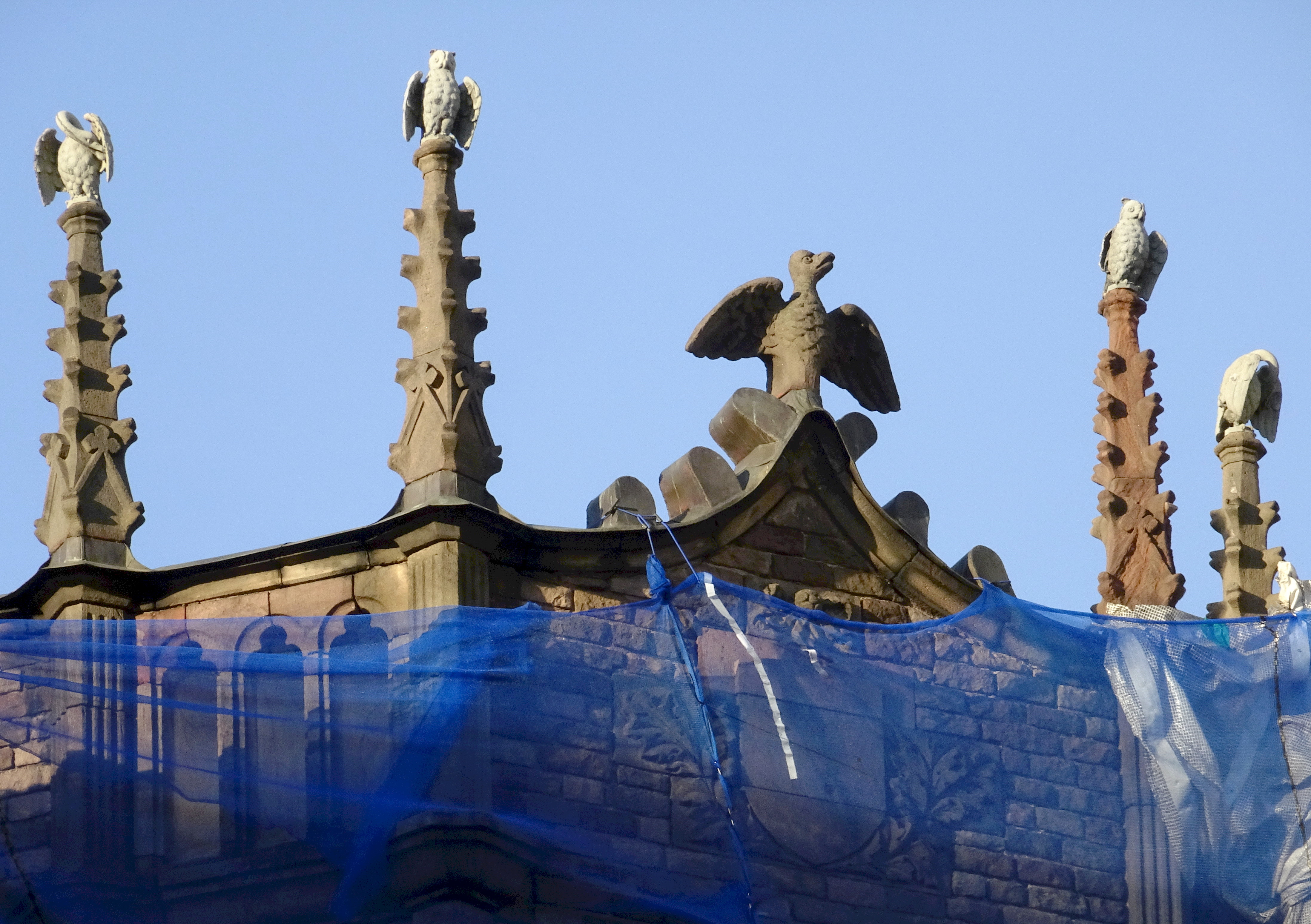
November 2017.
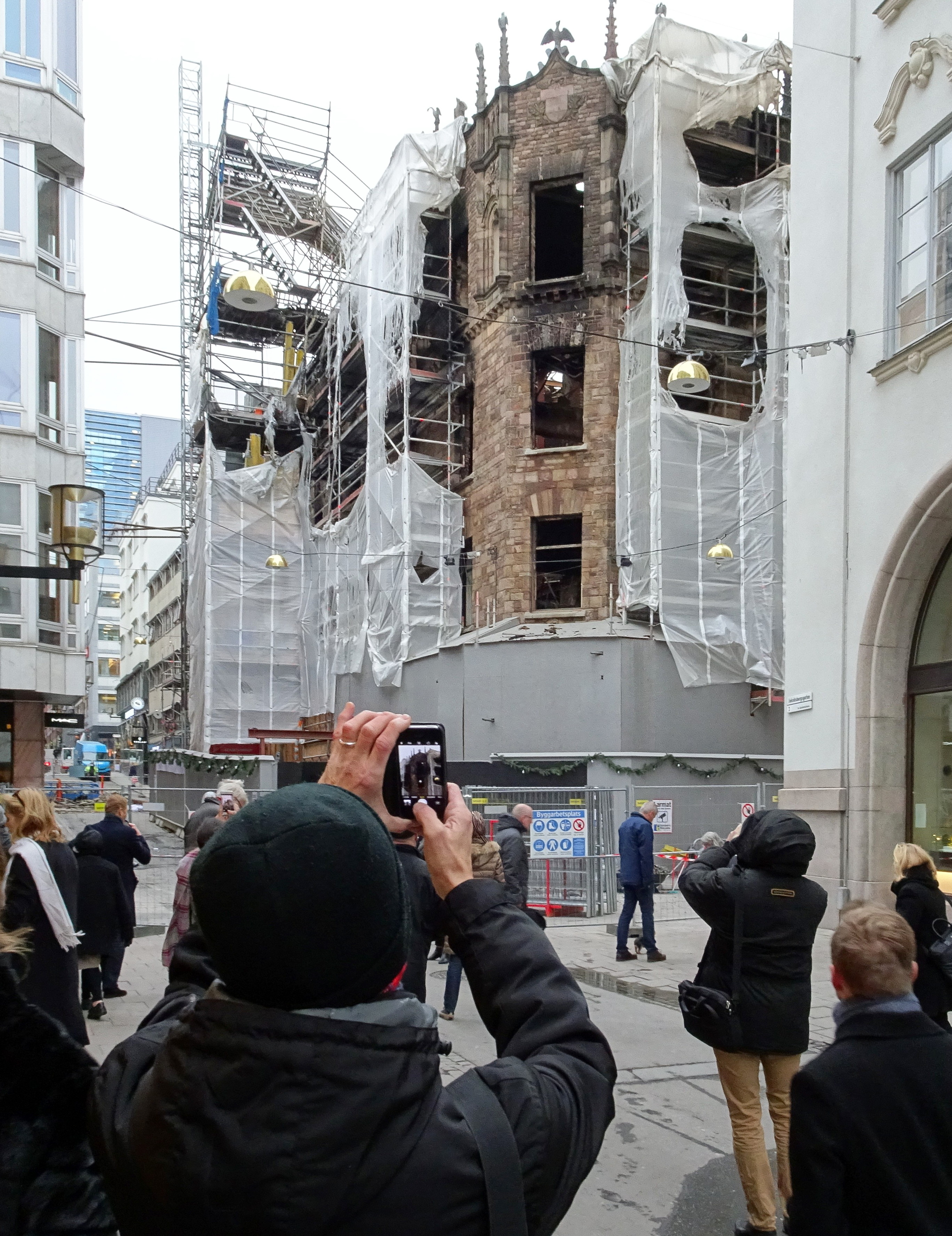
November 2017.
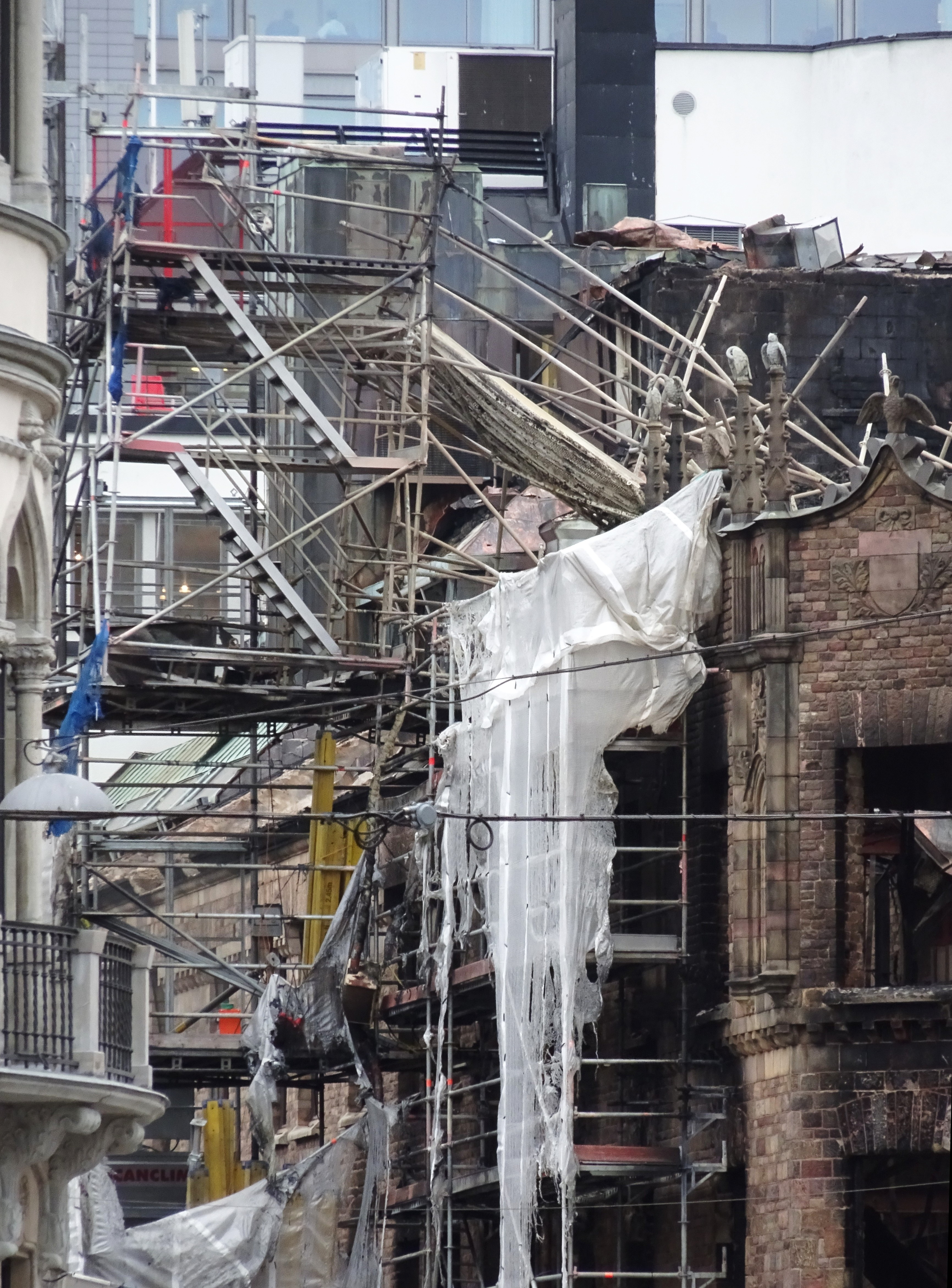
November 2017.
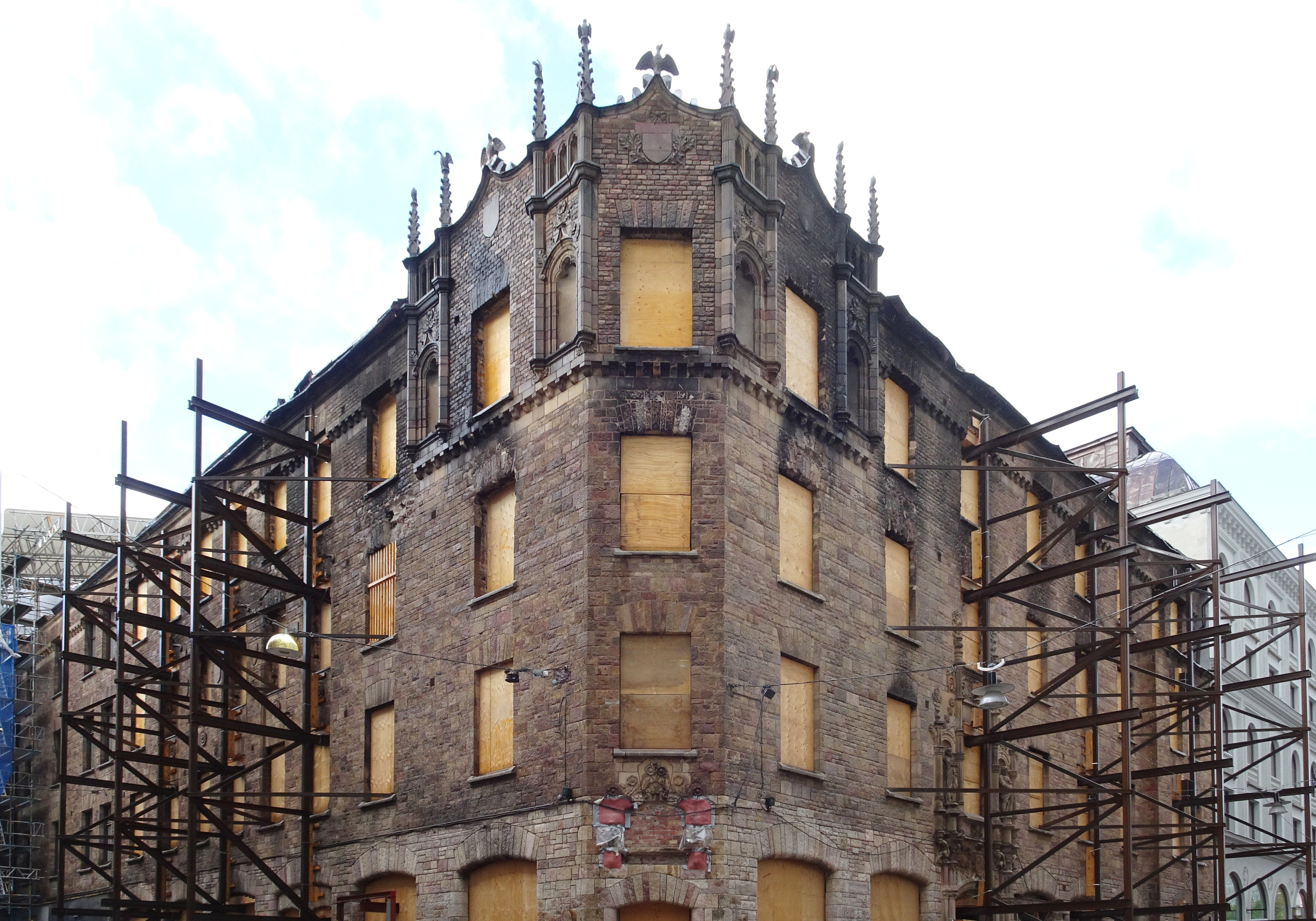
September 2019.
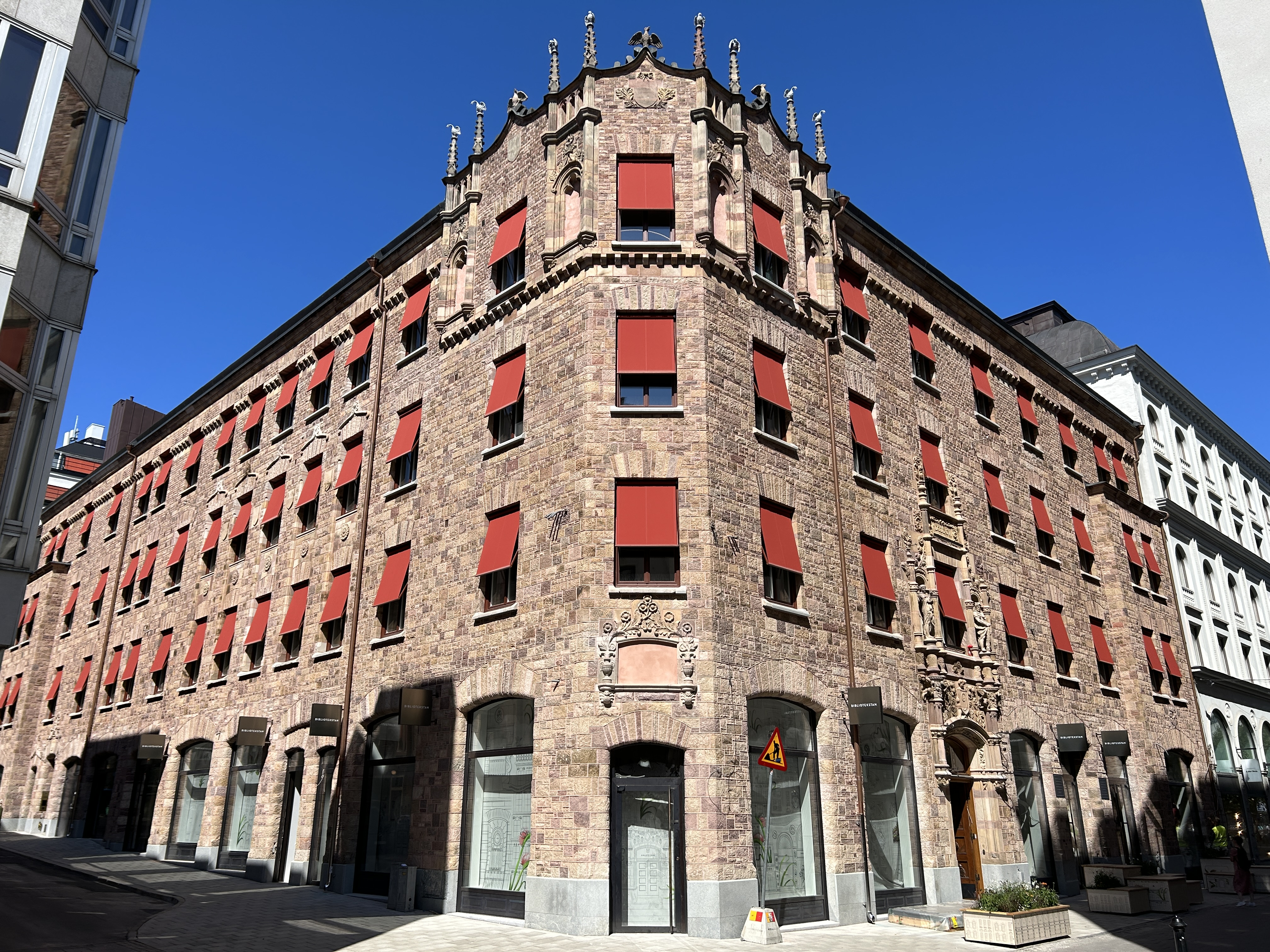
Juli 2023.